# Stanisław Strzetelski
Stanisław Strzetelski (ur. 5 marca 1895 w Grzymałówce, zm. 10 kwietnia 1969 w Glen Cove pod Nowym Jorkiem) – polski dziennikarz i wydawca, polityk, poseł na Sejm III kadencji w II RP z ramienia Stronnictwa Narodowego.

## Życiorys
Kształcił się w C. K. Gimnazjum im. Rudolfa w Brodach, w którym w 1913 zdał egzamin dojrzałości. Studiował filozofię na Uniwersytecie Lwowskim i Wiedeńskim. Po wybuchu I wojny światowej wstąpił do Legionu Wschodniego. Od września 1914 wcielony do Armii Austro-Węgier; zdezerterował w maju 1918. Służył w jednostkach polskich w Murmańsku, tzw. murmańczykach. Od końca 1918 przebywał w Warszawie, gdzie założył agencję informacyjną "Varsovia", w tym okresie wstąpił do Ligi Narodowej. W 1919 uczestniczył w misjach dyplomatycznych w Rumunii i na Węgrzech, jako sekretarz Stanisława Głąbińskiego. Od 1920 współpracował z prasą prawicową: Kurierem Lwowskim i redagowaną przez Stanisława Strońskiego Rzeczpospolitą, w której był sekretarzem redakcji. Po przewrocie majowym (1926) został redaktorem naczelnym dziennika ABC, a od kwietnia 1928 równocześnie popołudniówki Wieczór Warszawski. W 1930 został wybrany posłem na Sejm RP z okręgu nr 2 z listy Stronnictwa Narodowego. W 1935 przeszedł do redakcji Gońca Warszawskiego, ale już jesienią 1936 ponownie objął funkcję redaktora naczelnego Wieczoru Warszawskiego, w którym kierował również działem politycznym. Od 1938 był członkiem władz Towarzystwa Wiedzy Prasowej i redaktorem naczelnym tygodnika Kronika Polski i Świata. W swojej działalności publicystycznej i publicznej lat 30. poszukiwał porozumienia pomiędzy obozem narodowym a sanacją.
Po wybuchu II wojny światowej przez Rumunię przedostał się do Francji, gdzie był współpracownikiem Stanisława Strońskiego w Ministerstwie Informacji i Dokumentacji Rządu RP na uchodźstwie. W lutym 1940 został wiceprezesem Zarządu Sekcji Zagranicznej Związku Zawodowego Dziennikarzy RP. Po klęsce Francji w 1940 zamieszkał w Portugalii, gdzie razem z Tadeuszem Katelbachem prowadził placówkę Ministerstwa Informacji i Dokumentacji Rządu RP na uchodźstwie oraz kierował lizbońskim Komitetem Pomocy Uchodźcom Polskim w Portugalii. W październiku 1940 zrezygnował z tej funkcji i został korespondentem Polskiej Agencji Telegraficznej w Lizbonie. W marcu 1941 wyjechał do Stanów Zjednoczonych, gdzie został dyrektorem Wydziału Prasowego Polish Information Center w Nowym Jorku, w ramach którego wydawał tygodnik The Polish Reviev i miesięcznik New Europe. Był jednym z założycieli Komitetu Narodowego Amerykanów Polskiego Pochodzenia (1942) i redaktorem naczelnym komunikatu prasowego tej organizacji, który ukazywał się trzy razy w miesiącu. Odznaczony Krzyżem Kawalerskim Orderu Odrodzenia Polski w dniu 10-XI-1938 r.
Po wojnie pozostał w Stanach Zjednoczonych. W latach 1946–1947 redagował nowojorski tygodnik Czas. W 1949 został kierownikiem Biura Studiów Komitetu Wolnej Polski, od czerwca 1950 redagował dwujęzyczny dwutygodnik Wiadomości z Polski i o Polsce. W sierpniu 1951 objął stanowisko kierownika sekcji polskiej Głosu Wolnej Polski (późniejsza Rozgłośnia Polska Radia Wolna Europa) w Nowym Jorku. Wobec różnicy zdań z Janem Nowakiem-Jeziorańskim, co do nadawania audycji polskich z terytorium Niemiec, wywalczył znaczną autonomię sekcji. Zrezygnował ze swojej funkcji w marcu 1955 w związku z rozbieżnościami co do kształtu tzw. akcji balonowej z broszurą Józefa Światły zrzucaną na terytorium Polski.
Od maja 1955 do września 1961 był dyrektorem Polskiego Instytutu Naukowego w Ameryce. Do końca życia pozostawał czynny jako publicysta. Należał do Syndykatu Dziennikarzy RP w Stanach Zjednoczonych.